# Baci dalla provincia
Baci dalla provincia è una raccolta di racconti a fumetti pubblicata dall'autore italiano Gian Alfonso Pacinotti detto Gipi nel 2006.
Raccoglie le due storie, già pubblicate autonomamente rispettivamente nel 2005 e nel 2006, Gli innocenti e Hanno ritrovato la macchina.
Le vignette delle storie sono in parte realizzate in monocromia con inchiostri neri acquerellati e in parte disegnate a china senza colorazione, in occasione dei flashback della prima delle due storie.

## Racconti contenuti

### Gli innocenti
Giuliano è un uomo di mezza età che sta accompagnando il nipote preadolescente Andrea ad un parco di divertimenti, ma a un certo punto fa una deviazione perché ha ricevuto una telefonata da Valerio, un suo vecchio amico che sentiva da molti anni.
Quand'erano ragazzi, Giuliano e Valerio erano stati presi di mira da due poliziotti dell'antiterrorismo, trasferiti nella loro cittadina di provincia. Valerio, dopo aver passato una notte in caserma, da ragazzo calmo e tranquillo che era s'incattivì e prese a girare con un coltello a scatto; dopo essere stato fermato ancora dai due agenti, ne accoltellò uno mentre era nella loro auto. Riconosciuto colpevole di tentato omicidio, fu condannato a dodici anni di carcere.
Giuliano e Andrea incontrano Valerio in una località balneare; questi mostra un articolo di giornale secondo il quale i poliziotti che li tormentavano sono stati condannati per estorsione e violenza privata, ed espulsi dal corpo. Lì vicino si trova la villetta sul mare di uno dei due; Valerio cerca di forzarne la porta per entrare, nonostante l'edificio appaia disabitato e Giuliano cerchi di dissuaderlo. Mentre Giuliano riaccompagna Andrea a casa, questi gli chiede di fargli incontrare degli altri amici che hanno provato l'esperienza del carcere, così diversi dagli adulti con i quali ha normalmente a che fare. 

### Hanno ritrovato la macchina
Un uomo con un passato da malvivente viene svegliato nel cuore della notte da una telefonata che contiene il messaggio: "Hanno ritrovato la macchina". Si alza e va a raggiungere un suo vecchio complice; i due poi si recano a casa di un altro ex delinquente, che a suo tempo era stato incaricato di far sparire l'automobile. L'autore della telefonata spara a quest'ultimo, uccidendolo, perché non ha adempiuto correttamente al compito.
Mentre tornano a casa si fermano in una tavola calda e discutono di vari argomenti, in particolare di religione. L'uccisore vuole distruggere anche i documenti della macchina, che il suo complice aveva tenuto con sé, e perciò gli chiede di portarglieli; questi telefona allora alla moglie perché prenda una scatola che ha in casa e gliela porti in un luogo isolato. La donna arriva con la scatola, che non contiene i documenti bensì una pistola; suo marito l'impugna e la punta addosso all'assassino chiedendogli che da quel momento in poi li lasci in pace. Alla donna però questo non basta, ed esorta il marito a premere il grilletto per eliminare definitivamente la minaccia, cosa che infine egli compie, per poi tormentarsi con i sensi di colpa.

## Edizioni
- Gipi, Gli innocenti, collana Ignatz, Bologna, Coconino Press, 2005, ISBN 88-7618-010-9.
- Gipi, Hanno ritrovato la macchina, collana Ignatz, Bologna, Coconino Press, 2005, ISBN 88-7618-029-X.
- (FR) Gipi, Ils ont retrouvé la voiture, traduzione di José Avigdor, Paris, Vertige graphic, 2006, ISBN 2849990183.
- Gipi, Baci dalla provincia, collana Ignatz, Bologna, Coconino Press, 2006, ISBN 88-7618-010-9.
- Gipi, Baci dalla provincia, collana Graphic Novel, n. 6, Roma, Repubblica-L'Espresso, 2006. Include anche Appunti per una storia di guerra e le storie brevi I due funghi e La mano morta.
- Gipi, Baci dalla provincia, collana Maschera nera, Bologna, Coconino Press, 2013, ISBN 978-88-7618-168-9.